# Łukasz (Lomidze)
Łukasz, imię świeckie Waża Lomidze (ur. 14 września 1966 w Tbilisi) – gruziński duchowny prawosławny, od 2003 arcybiskup Sagaredżo i Ninacmindy.

## Życiorys
13 lipca 1998 otrzymał święcenia diakonatu, a 12 listopada tegoż roku – prezbiteratu. 28 sierpnia 2003 otrzymał chirotonię biskupią. 14 września 2011 otrzymał godność arcybiskupa.